# Герб Копенгагена
Герб Копенгагена був подарований столиці Данії королем Фрідріхом III у 1661 році. Герб був відомий з 1254 року, але офіційно був наданий після облоги міста під час дансько-шведської війни. Середня вежа на гербі також показує монограму короля. Сучасний герб деталями відрізняється від герба, наданого Фрідріхом III.

## Символізм
Герб Копенгагена є промовистим гербом, три вежі розташовані прямо на воді й таким чином утворюють порт. Близько 1100 року Копенгаген також називався Гавн. Середня вежа на цьому гербі є церковною вежею. Ця вежа символізує церковну споруду, що стояла в замку Абсалон. Дві вежі з боків символізують той замок.
На сучасному гербі зображено лише три вежі на набережній з лицарем у середній вежі. Герб, наданий королем у 1661 році, був дещо змінений у порівнянні зі старим гербом. Зокрема, з'явився лицар, а навколо щита було додано більше (військових) символів. Серед цих символів були також два леви як щитотримачі, що стоять на гарматах та інших елементах війни. На щиті тримаються три шоломи з ґратами, усі з бурелетами. Над середнім шоломом велика корона з трьома флеронами й двома перлинами.
Великий герб використовується Копенгагеном тільки для офіційних випадків, малий герб служить повсякденним символом. Сам малий герб значною мірою замінено логотипом.

## Дрібниці
- Старішу версію герба можна побачити в мерії Копенгагена. Зірка й півмісяць на тому гербі все ще між вежами, а не на них.[1]

### Джерело
- Офіційний сайт Копенгагена (дан.)
- Путівник по дизайну міста Копенгаген (дан.)
- Jøbenhavns byvåben in Historiske Medelelser om København (1990)